# 민상호

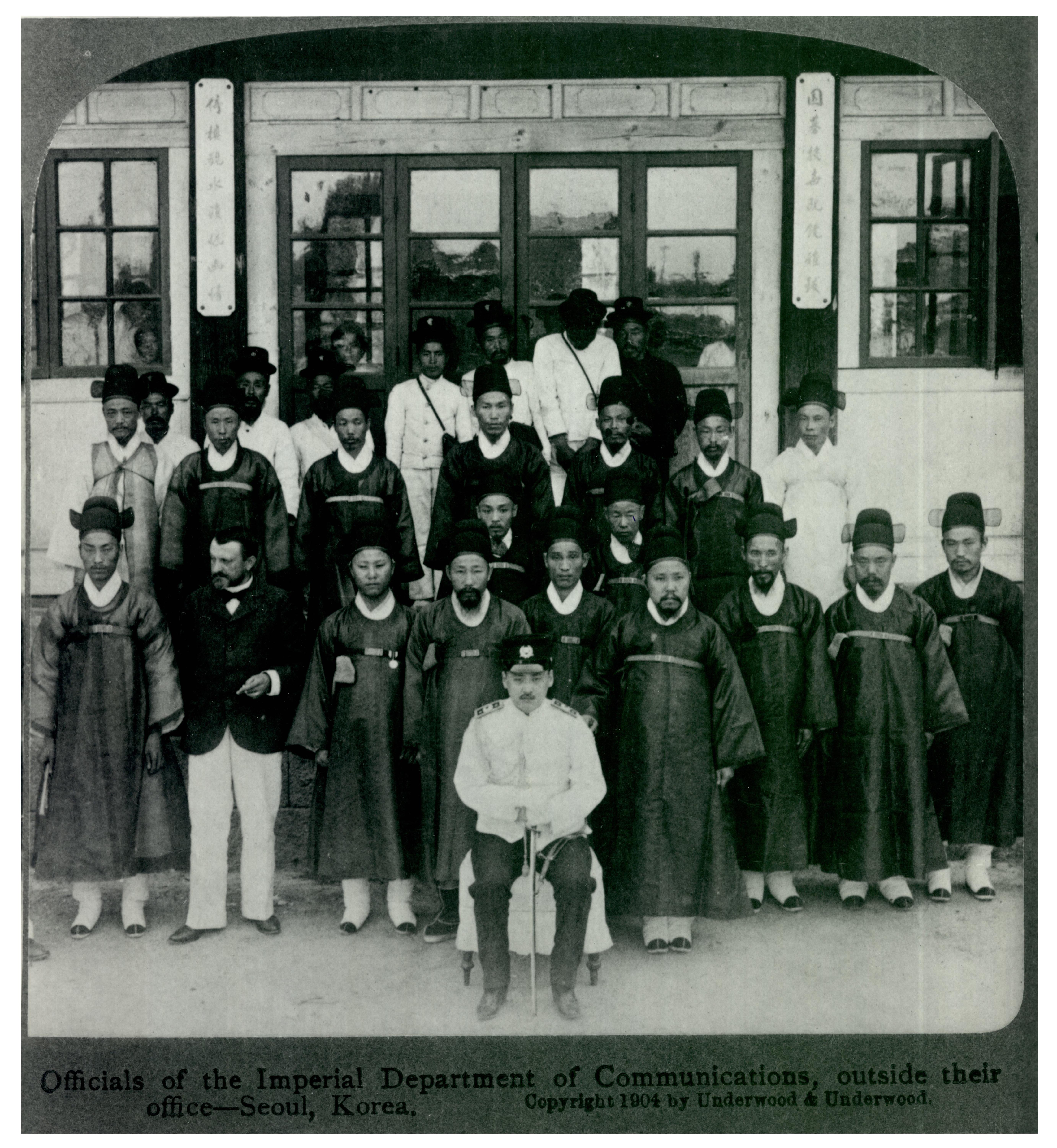

민상호(閔商鎬, 1870년 ~ 1933년)는 조선 시대의 관료이며 일제강점기에 조선귀족 작위를 받았다.

## 생애
본관은 여흥이다. 본래는 민치억의 아들이었지만 나중에 민치덕에게 입적되었다. 1891년 과거에 급제한 뒤 벼슬길에 올라 언관 벼슬을 거쳐 궁내부 등에서 근무하다가, 외교관으로 중용되었다. 1910년 일본 정부로부터 남작위를 수여받고 조선총독부 중추원 의관에 임명되었다.
2002년 발표된 친일파 708인 명단과 2008년 민족문제연구소에서 친일인명사전에 수록하기 위해 정리한 친일인명사전 수록예정자 명단에 남작위를 습작한 민영욱과 함께 선정되었다. 2007년 대한민국 친일반민족행위진상규명위원회가 발표한 친일반민족행위 195인 명단에도 들어 있다.
2007년 대한민국 친일반민족행위자재산조사위원회는 민상호 소유의 토지에 대한 국가 귀속 결정을 내렸다. 민상호의 후손들은 이 재산이 민상호가 러일 전쟁 전에 취득한 재산이라며 불복 소송을 제기했다.
네덜란드 출신의 화가 휘베르트 보스가 1898년에 그린 초상화가 남아 있다.

## 참고자료
- 친일반민족행위진상규명위원회 (2007년 12월). 〈민상호〉 (PDF). 《2007년도 조사보고서 II - 친일반민족행위결정이유서》. 서울. 87~98쪽쪽. 발간등록번호 11-1560010-0000002-10. [깨진 링크(과거 내용 찾기)]